# Емец, Александр Романович
Алекса́ндр Рома́нович Е́мец (1904, Таврическая губерния — 3 апреля 1958, г. Жданов) — советский конструктор вооружений, инженер-полковник.

## Биография
Родился в 1904 году в Икчи
Служил в РККА в 1919—1921 годах; с мая по август 1919 года воевал на Южном фронте против А. И. Деникина, был контужен.
По спецнабору призван в РККА в 1930 году. В период Великой Отечественной войны служил в Артиллерийском комитете Главного артиллерийского управления Красной армии, затем — начальником Инспекции стрелкового вооружения того же управления.

## Награды и премии
- юбилейная медаль «XX лет Рабоче-Крестьянской Красной Армии»[3]
- орден Красной Звезды[3]
- орден Отечественной войны I степени (18.11.1944)[3]
- медаль «За победу над Германией в Великой Отечественной войне 1941—1945 гг.» (13.9.1945)[5]
- Сталинская премия[6] второй степени (1950)[4] — за работы в области вооружения[6]